# Myrmicocrypta occipitalis
Myrmicocrypta occipitalis är en myrart som beskrevs av Weber 1938. Myrmicocrypta occipitalis ingår i släktet Myrmicocrypta och familjen myror. Inga underarter finns listade i Catalogue of Life.